# حد التعرض الموصى به
حد التعرض الموصى به (REL) هو حد التعرض المهني الذي أوصى به المعهد الوطني للسلامة والصحة المهنية بالولايات المتحدة الأمريكية إدارة السلامة والصحة المهنية (OSHA) لاعتماد حد التعرض المسموح به. حد التعرض الموصى به هو المستوى الذي يعتقد المعهد الوطني للسلامة والصحة المهنية أنه يوفر السلامة والصحة للعامل إذا استخدم مع الضوابط الهندسية وضوابط ممارسة العمل والتعرض والمتابعة الطبية ونشر ووضع العلامات على الأماكن الخطرة وتدريب العمال ووعدات الحماية الشخصية. ولم تعتمد إدارة السلامة والصحة المهنية من قبل حد التعرض الموصى به، لكنها كانت تستخدم كإرشادات لبعض المنظمات الصناعية والمؤيدة. عادة ما يتم التعبير عن حدود التعرض الموصى بها جزء من المليون (ppm), أو أحيانًا بـالمليجرامات للمتر المكعب(mg/m3). على الرغم من أن هذه الحدود ليست واجبة النفاذ قانونًا، إلا أن حدود التعرض الموصى بها من قبل المعهد الوطني للسلامة والصحة المهنية تتبعها إدارة السلامة والصحة المهنية في أثناء إصدار قانون واجب النفاذ لحدود التعرض الموصى بها.

## وصلات خارجية
- NIOSH Pocket Guide to Chemical Hazards